# SAマウント
シグマ SAマウント（シグマ エスエー マウント）は、株式会社シグマのカメラ用のレンズマウントである。

## 概要
1992年のSA-300から使用されているレンズマウントである。
もともとは、インナーバヨネット (SA-IB/内爪) とアウターバヨネット (SA-OB/外爪) の2形式が存在したが、交換レンズはインナーバヨネットのみが発売され、アウターバヨネット対応の交換レンズは発売されなかった。2007年の SD14 からは、インナーバヨネット形式 (SA-IB) のみが使用されている。また、複数のレンズメーカーが交換レンズを発売している他社マウントと異なり、シグマ以外のレンズメーカーは、SAマウント対応の交換レンズを発売していない。
SAマウントより前は2種類のマウント形式が使われた。1976年の シグマ Mark-I では M42マウント、1983年の SA-1 ではペンタックス Kマウントである。SAマウント(SA-IB) は機械的にはペンタックス Kマウントにとても類似している。しかし、Kマウントとはフランジバックが異なり、キヤノンEFマウントと同じ 44.0mm である。
SAマウントはEFマウントと同様、電子接点付きのマウントである。電子接点経由でカメラ本体とレンズとで通信を行う。SAマウントはEFマウントと同じ信号伝達方式となっているが、機械的形状は異なる。シグマは長年 EFマウント用レンズを製造しているため、このプロトコルが使用できる。シグマの一眼レフカメラは全て、マニュアルフォーカスレンズを使用できる。この場合は、電子制御は使用できない。
2018年9月26日、シグマはフォトキナで、SAマウントカメラの開発の終了をアナウンスした。今後シグマはSAマウントに替わり、Lマウントミラーレスカメラを開発する。交換レンズについては、ニコンFマウントやキヤノンEFマウント対応の新規開発レンズと同様、当面はSAマウント対応を継続して開発・製造・販売を行う。また、既存のSAマウントレンズユーザーのために、安価なSA−LマウントアダプターであるMC-21の発売がアナウンスされた。

## 互換性
M42マウントはサードパーティからマウントアダプタが発売されている。ただし、シグマの一部デジタル一眼レフにはボディ側に撮像素子の保護カバーがあり、一部レンズの後玉が保護カバーと干渉して装着不可・破損する場合があるので注意を要する。ペンタックス Kマウントは機械的形状は似ており、マウントキャップは共通のものが使用出来るが、レンズはフランジバックや連動機能の互換性がないため使用できない。
SA-OBマウントにはニコンFマウントを使用するアダプタが存在した。

## レンズ
1993年〜2016年に製造された全てのシグマ製のレンズ交換式カメラは、SAマウントを使用している。レンズの一覧はシグマのページに記載がある。

## マウントコンバーター
- MC-11 - 2016年に発表された、MC-11(SA-E版)を用いることで、シグマ SAマウントのレンズが、Sony Eマウントのカメラで利用できる。ただし、組み合わせはSIGMA SGVラインのレンズと、Sony α9、α7や Sony α5000やα6000シリーズなど新しめのカメラに限定される。MC-11 には EF-E版も存在し、キヤノンEFマウントのレンズも、Sony Eマウントのカメラで利用できる。MC-11はAF、IS (手ぶれ補正機能)、電磁絞り機能をサポートしている[3]。
- MC-21 - 2019年に発売。 対応ボディは、シグマ社製Lマウントカメラ、パナソニック社製Lマウントカメラ。ライカ社製Lマウントカメラについては、2019年以前発売のカメラには非対応。AF-SモードでのAFに対応。装着レンズの対応・非対応を知らせるLEDも備える。レンズファームウェアのアップデートについてもLEDで判別できる[4]。MC-21にはEF-L版も存在し、キヤノンEFマウントのレンズも、Lマウントのカメラで利用できる。

## カメラ本体
SD9からSD1 Merrillまでのカメラはデジタル一眼レフカメラ、SD Quattroシリーズのカメラはミラーレス一眼カメラである。
| モデル名                | 発表年月     | マウント      | センサー                           |
| ----------------------- | ------------ | ------------- | ---------------------------------- |
| フィルム (24×36 mm)     |              |               |                                    |
| SA-300/SA-300 QD        | 1992 or 1993 | SA-IB , SA-OB | N/A                                |
| SA-300N/SA-300N QD      | 1994         | SA-IB , SA-OB | N/A                                |
| SA-5/SA-5 QD            | 1997         | SA-IB , SA-OB | N/A                                |
| SA-7/SA-7 QD            | 2001         | SA-IB , SA-OB | N/A                                |
| SA-9/SA-9 QD            | 2001         | SA-IB , SA-OB | N/A                                |
| SA-7N/SA-7N QD          | 2002         | SA-IB , SA-OB | N/A                                |
| デジタル (13.8×20.7 mm) |              |               |                                    |
| SD9                     | 2002-10      | SA-IB , SA-OB | Foveon X3, 1512×2268 ピクセル      |
| SD10                    | 2003-12      | SA-IB , SA-OB | Foveon X3, 1512×2268 ピクセル      |
| SD14                    | 2007-03      | SA-IB のみ    | Foveon X3, 1760×2640 ピクセル      |
| SD15                    | 2010-06      | SA-IB のみ    | Foveon X3, 1760×2640 ピクセル      |
| デジタル (15.7×23.5 mm) |              |               |                                    |
| SD1                     | 2011-05      | SA-IB のみ    | Foveon X3, 3200×4800 ピクセル      |
| SD1 Merrill             | 2012-02      | SA-IB のみ    | Foveon X3, 3200×4800 ピクセル      |
| SD Quattro              | 2016-02      | SA-IB のみ    | Foveon Quattro, 3616×5424 ピクセル |
| デジタル (17.9×26.7 mm) |              |               |                                    |
| SD Quattro H            | 2016-02      | SA-IB のみ    | Foveon Quattro, 4128×6192 ピクセル |